# KNM Helge Ingstad (F313)
KNM Helge Ingstad era una fragata de la clase Fridtjof Nansen de la Marina Real de Noruega. El buque fue encargado el 23 de junio de 2000 y construido por Navantia en España. El barco se botó el 23 de noviembre de 2007 y se puso en servicio el 29 de noviembre de 2009. El nombre fue en honor de Helge Ingstad, un explorador noruego. La clase Fridjtof Nansen son capaces de actividades antiaéreas, antisubmarinas y la guerra de superficie. El 8 de noviembre de 2018, el HNoMS Helge Ingstad chocó con el petrolero Sola TS en aguas noruegas a las afueras de la terminal de Sture. El Helge Ingstad resultó gravemente dañado en la colisión y quedó varado. El 13 de noviembre de 2018, el barco se hundió donde había encallado y se convirtió en una pérdida total.
Fue reflotada en una operación de salvamento del 27 de febrero de 2019 al 3 de marzo de 2019. En junio de 2019, después de que se decidiera que no era económico repararla, se decidió que sería desguazada.

## Diseño y descripción

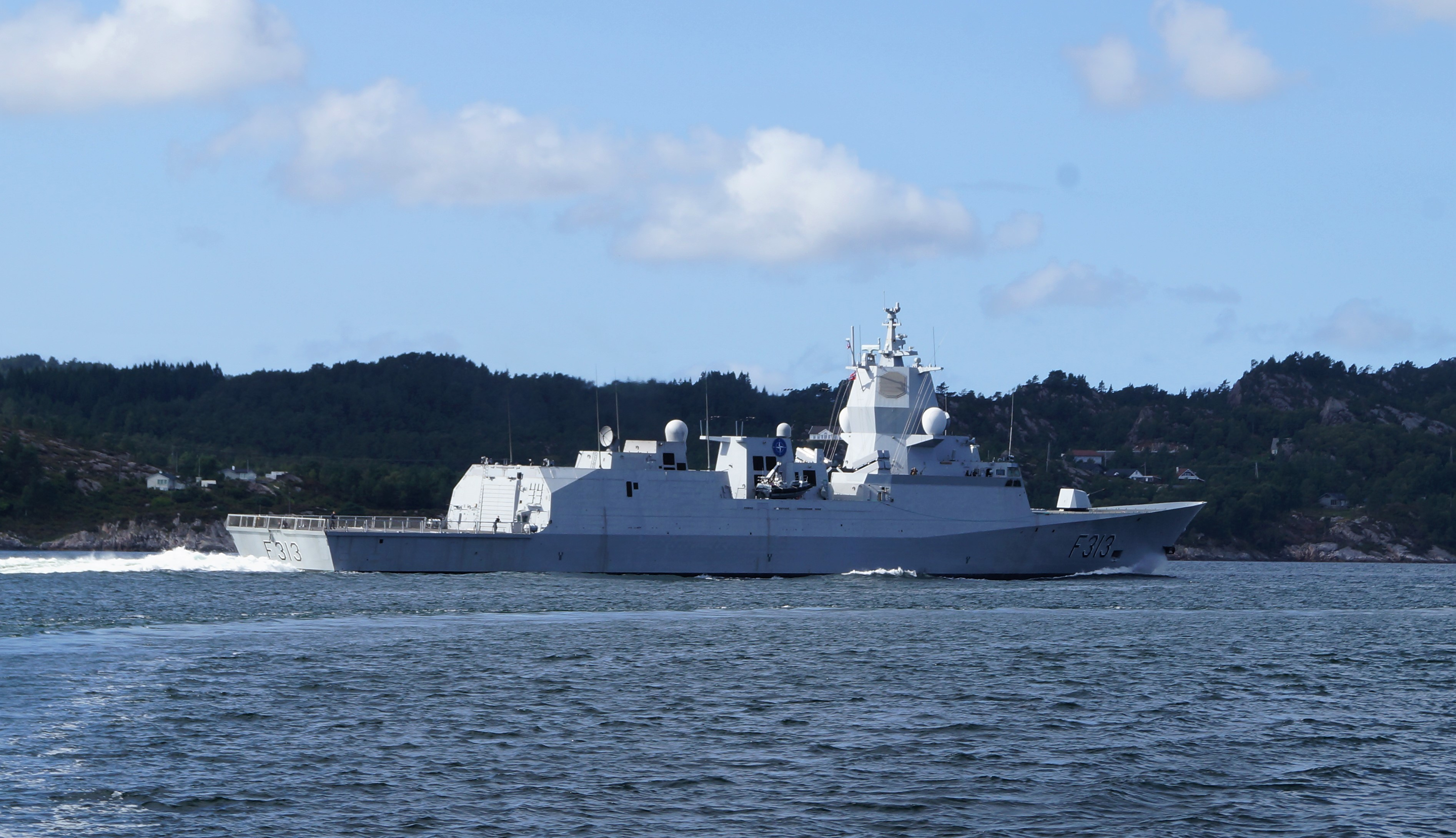
Vista trasera del Helge Ingstad

El diseño de las fragatas de clase Fridjof Nansen comenzó en 1997. Basado el diseño de la clase Álvaro de Bazán, fueron elegidos para su construcción las empresas Izar (más tarde Navantia) de España y Lockheed Martin. La clase está diseñada para la flexibilidad operativa con cada barco capaz de guerra antiaérea, antisubmarina y de superficie. Esto se hizo para permitir que los buques de la clase operen con más facilidad en las operaciones internacionales. Las fragatas de la clase Fridtjof Nansen tienen una eslora de 133,2 m, con una manga de 16,8 m y un calado de 4,9 m. Las fragatas tienen un desplazamiento estándar de 5374,9 toneladas.
Las fragatas son propulsadas por una hélice de proa de 1010 kW y dos hélices de paso controlable impulsadas por un sistema CODAG con una turbina de gas GE LM2500 nominal de 19472 kW y dos motores diésel Bazán Bravo de 12 V de 9130 kW. Esto le da a las fragatas una velocidad máxima de 48 km/h y un alcance de 4500 millas náuticas (8334,0 km) a 30 km/h. Los barcos están equipados con una plataforma de aterrizaje para un helicóptero NH90.
La clase está armada con un lanzador octuple de misiles antibuque Kongsberg para la guerra de superficie. El lanzador se encuentra en medio del barco, detrás de la superestructura delantera. Para la guerra antiaérea, los Fridjtof Nansen están equipados con un sistema de lanzamiento vertical octuple Mk 41 estadounidense para 32 misiles tierra-aire RIM-162 ESSM ubicados delante de la superestructura delantera y detrás del Otobreda de 76 mm (3 plg). Los barcos también montan dos tubos de torpedos de 324 mm para torpedos Sting Ray, cada montaje ranurado en medio del barco a cada lado de la superestructura de popa. Las fragatas también montan cargas de profundidad, cuatro ametralladoras pesadas Browning M2HB de 12,7 mm, cuatro Protector (RWS) (Sea PROTECTOR) y dos dispositivos acústicos de largo alcance.
En cuanto a sensores, las fragatas están equipadas con un radar multifunción Lockheed Martin AN / SPY-1 F 3-D, un radar de vigilancia aérea / marítima Reutech RSR 210N, un director electroóptico Sagem VIGY 20, un sonar montado en el casco MRS 2000, sonar captas remolcado activo / pasivo MK II V1 y dos radares de control de fuego Mark 82. La clase Fridjtof Nansen usa el sistema de combate Aegis y Link 11 y está equipada para sistemas de datos de combate Link 16/22. Para la defensa de señales, la clase opera el lanzador de señuelos Terma DL-12T y los sistemas de contramedidas de torpedos Loki. Los buques tienen una dotación de más de 120 personas.

## Construcción y servicio

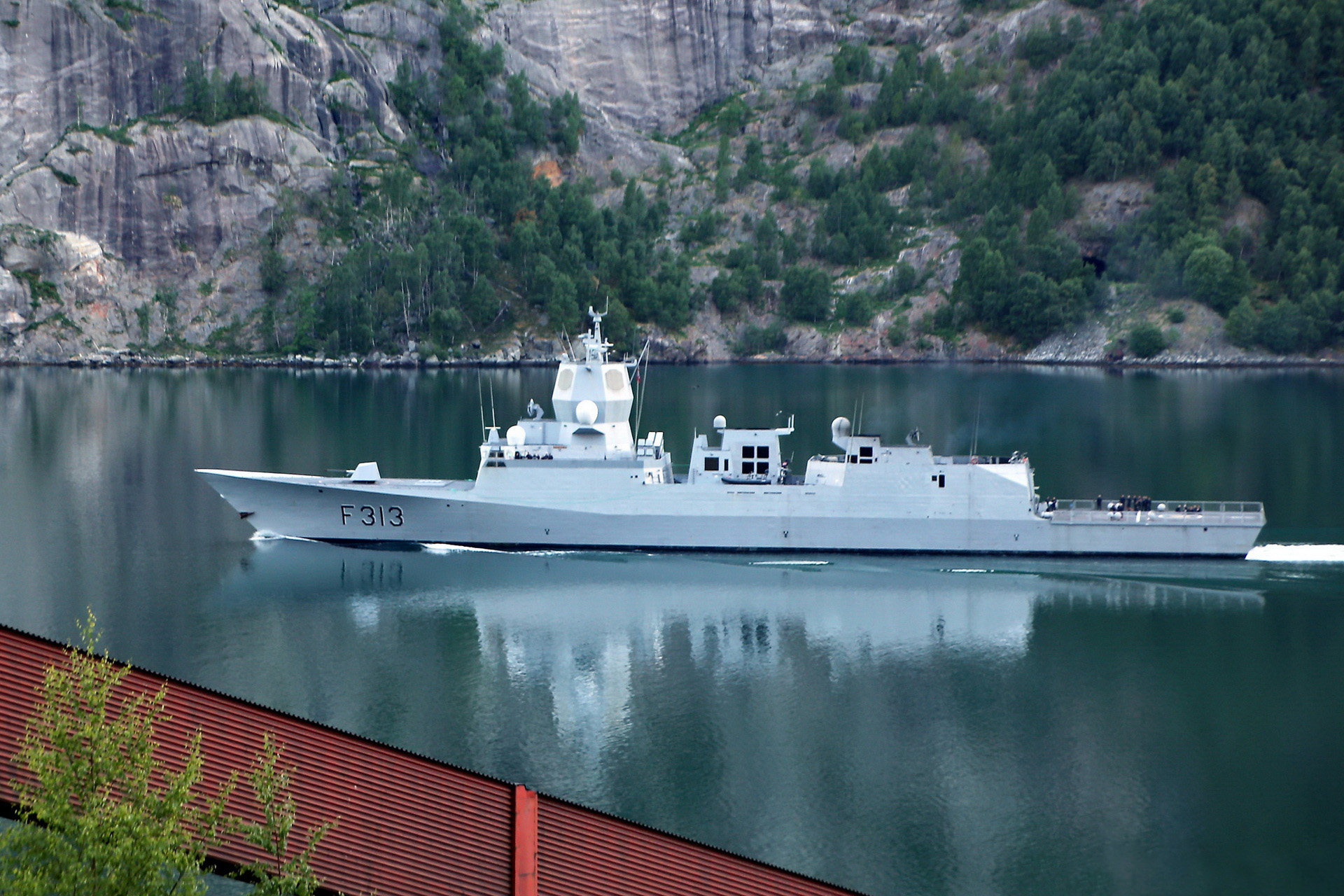
Helge Ingstad en el Sørfjord (Noruega) en junio de 2018.

Noruega encargó la construcción del barco el 23 de junio de 2000 y fue construido por la naviera española Navantia en Ferrol, España. El buque fue el cuarto de la clase Fridtjof Nansen en construirse y fue iniciado el 28 de abril de 2006. La construcción se había retrasado por disputas sobre el control de calidad. La fragata fue botada el 23 de noviembre de 2007 y recibió su nombre del explorador noruego Helge Ingstad. Helge Ingstad fue entregada a la Marina Real de Noruega el 29 de septiembre de 2009.
Desde diciembre de 2013 hasta mayo de 2014, el Helge Ingstad fue uno de los barcos de escolta de los buques mercantes que transportaban armas químicas desde Siria para ser destruidos. En agosto de 2017, se unió al ejercicio militar Saxon Warrior frente a las costas de Escocia, escoltando a los portaaviones HMS Queen Elizabeth de la Royal Navy y USS George H. W. Bush de la Armada de los Estados Unidos.

En 2017 la revista noruega Armed Forces alababa el KNM Helge Ingstad por la gran proporción de mujeres entre la tripulación, ya que 4 de 5 navegantes eran mujeres.

Es ventajoso que haya muchas mujeres a bordo. Será algo natural y un entorno completamente diferente, que considero positivo, dice la teniente Iselin Emilie Jakobsen Ophus (en la imagen). Ella es un oficial de navegación en KNM Helge Ingstad.
Armed Forces (2017)

## Accidente

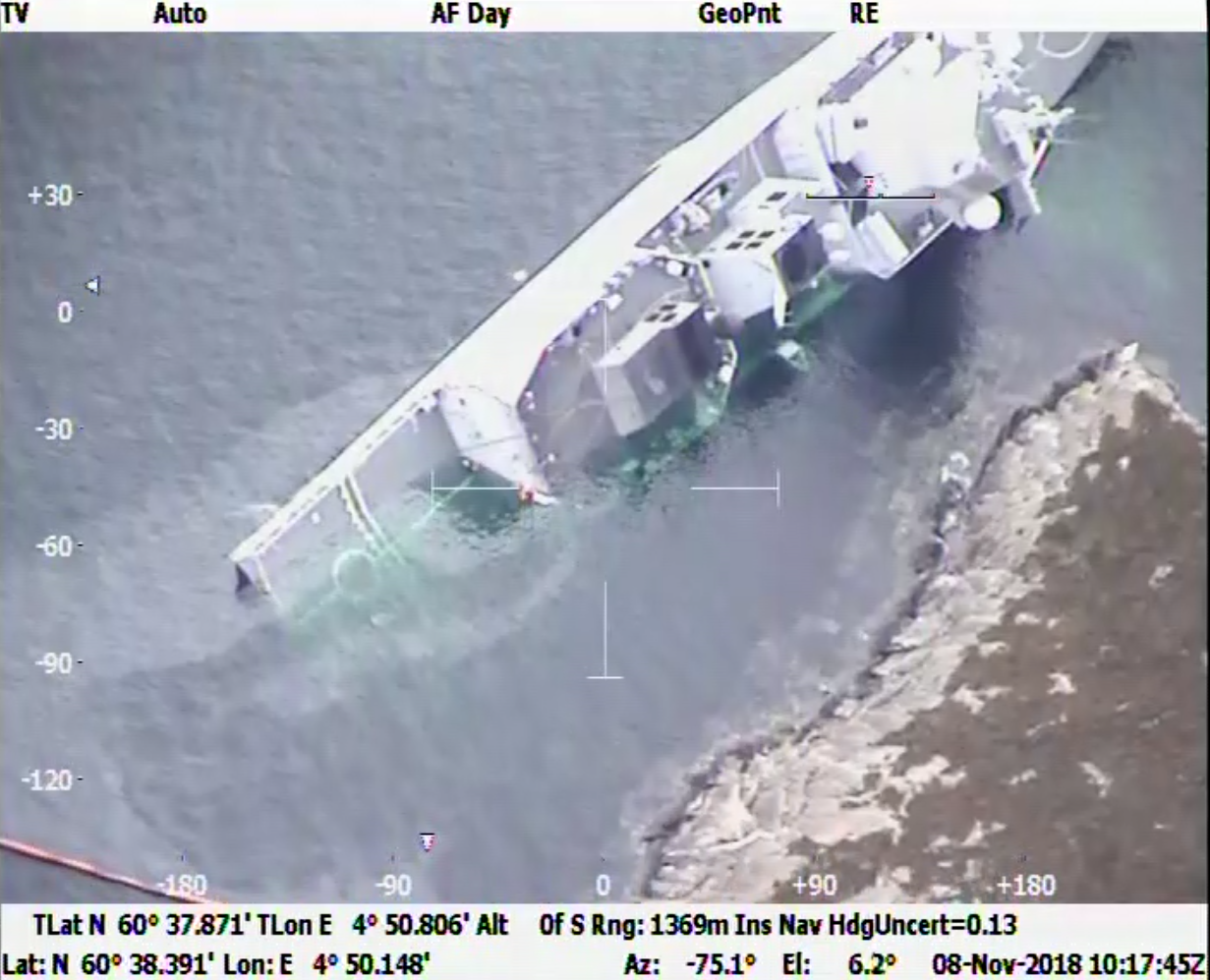
El Helge Ingstad varado tras el choque.

El 8 de noviembre de 2018, mientras regresaba de un ejercicio de la OTAN, navegaba por aguas costeras al norte de Bergen a velocidades de hasta 32,2 km/h. Comenzando hacia las 03:40 aproximadamente, hubo un relevo de guardia a bordo del Helge Ingstad, durante la cual se observaron tres barcos que se aproximaban. Una vez establecida la comunicación por radio y después de que se les pidiera un cambio de rumbo a estribor, para evitar el petrolero de bandera maltesa Sola TS, de 250 m de longitud y 112939 toneladas, escoltado por el VSP Tenax, que acababa de dejar su puesto de atraque; el Helge Ingstad creía que el buque que los llamaba era uno de los buques que se aproximaban y que estaban rastreando por radar. Creyendo que el petrolero, de movimiento lento y con sus brillantes luces de cubierta oscureciendo sus luces de navegación, era parte de la instalación en tierra, la fragata tenía la intención de pasarlo antes de alterar el rumbo, moviéndose cerca del margen del canal de estribor. Cuando se dieron cuenta de su error, estaban a 400 metros del Sola TS y era demasiado tarde para evitar una colisión. Preben Ottesen, el oficial al mando del barco, declaró que estaba dormido en su camarote cuando ocurrió la colisión y, de hecho, fue despertado por la colisión.
El petrolero sufrió daños en la proa. Se le abrió un agujero de 90 x 60 centímetros (35 x 24 pulgadas) en las placas del costado impactado, a la altura del bloque del ancla. El revestimiento del mamparo de estribor de la proa se dobló en varios puntos, la cornamusa del ancla se hundió y presentó un agujero en la parte superior. El molinete dejó de funcionar y es probable que el motor hidráulico resultara dañado. El cerrojo de la cadena estaba parcialmente doblado, el ancla se desprendió y arrancó unos 20 metros (66 pies) de cadena. Las cornamusas del ancla del Sola TS están diseñadas como grandes "cuernos" que sobresalen bastante del costado del barco, para que el ancla no entre en conflicto con el bulbo submarino de proa. La fragata recibió un impacto bastante por encima de la línea de flotación, pero la cornamusa del ancla abrió un corte de unos 45 metros (148 pies) en el casco. La colisión causó graves daños al Helge Ingstad, que perdió el control del motor y la dirección, con una gran brecha a lo largo de su costado desde los lanzadores de torpedos de estribor hasta la popa. 
El buque encalló y continuó entrando agua a través del eje de la hélice y los prensaestopas. Siete marineros resultaron heridos en el incidente. A última hora de la mañana el barco resulta escorado de forma severa a estribor, con la mayor parte de la popa sumergida. A pesar de los esfuerzos de control de daños, el buque se hundió en las primeras horas del 13 de noviembre y solo pequeñas secciones de la superestructura permanecieron por encima del agua. La falta de la estanqueidad del buque llevó a una alerta de seguridad inmediata a los diseñadores de Navantia, pidiéndoles que asesoraran a los operadores de buques similares sobre las medidas necesarias para abordar la seguridad; sin embargo, se descartó un posible fallo de diseño en Navantia que, tal como señala el informe del accidente, fue causado por una sucesión de fallos humanos. Este es el primer incidente de tal escala en la Marina Real de Noruega desde 1994, cuando HNoMS Oslo se perdió, después de haber encallado.
A diferencia de Helge Ingstad, el Sola TS solo sufrió daños menores en su frente y nunca estuvo en peligro de hundirse. Pudo continuar a su destino después del incidente. Posteriormente, el petrolero zarpó a un astillero en Gdańsk para ser reparado y volvió a estar en servicio regular a fines de diciembre de 2018.
Tras el hundimiento de la fragata, una empresa piscícola local, que había tenido que trasladar peces de la zona debido al derrame de gasoil del barco, reclamó un millón de coronas (116000 dólares) en daños al Ministerio de Defensa.

### Operaciones de salvamento

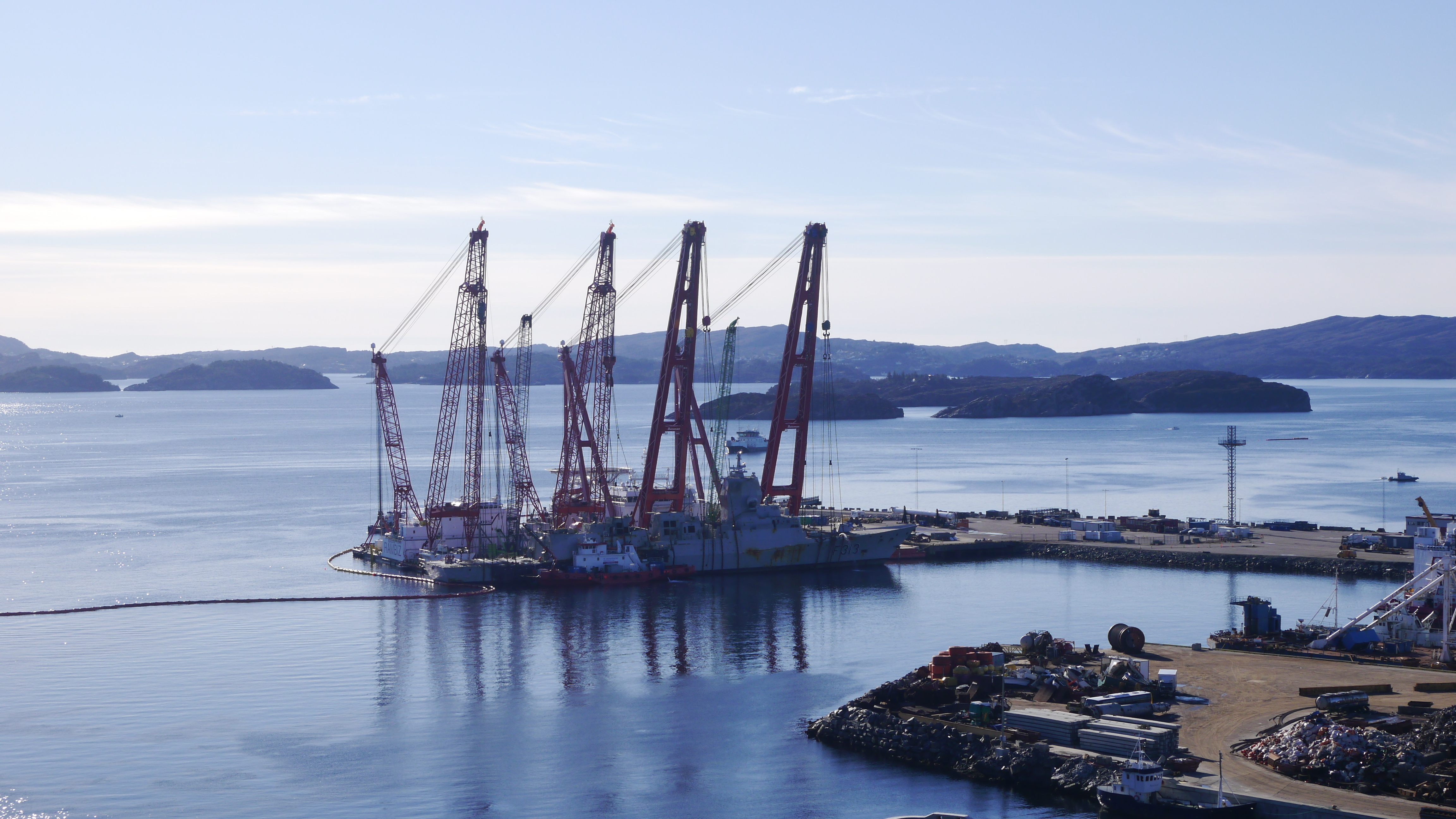
Trabajos de salvamento el 1 de marzo de 2019.

La Armada de Noruega inspeccionó el Helge Ingstad con el dron submarino noruego Blueye Pioneer. El mal tiempo obstaculizó las operaciones de salvamento hasta diciembre de 2018; con la fecha prevista para levantar el barco retrasándose hasta finales de enero de 2019.
La operación de elevación comenzó el 26 de febrero de 2019. El 27 de febrero de 2019, debido a problemas meteorológicos, el barco parcialmente elevado se trasladó a un lugar más protegido de los elementos, donde se llevaron a cabo más trabajos de salvamento. El barco y los dos buques de carga pesada, Rambiz y Gulliver, llegaron al astillero de Semco Maritime en Hanøytangen el 28 de febrero de 2019. Un grupo de 300 personas, entre ellas alrededor de 100 miembros de la tripulación original Helge Ingstad, colaboraron en el bombeo del agua restante para que el barco pudiera ser colocado en una barcaza y totalmente recuperado. El Helge Ingstad fue colocado con éxito en una barcaza el 2 de marzo de 2019, barcaza Boa 33, que transportó el Helge Ingstad a la base naval de Haakonsvern el 3 de marzo de 2019.
El 14 de mayo de 2019 se informó que el costo de reparación de Helge Ingstad superaría los 1400 millones de dólares, según las Fuerzas Armadas Noruegas, lo que implica que sería casi tres veces más barato construir un nuevo barco. Sin embargo, reiniciar la producción para un solo barco podría resultar en un costo por barco desproporcionadamente alto. En enero de 2021, el gobierno noruego firmó un contrato de 7 millones de dólares con Norscrap West para el desguace del barco.

### Investigación
La Junta de Investigación de Accidentes de Noruega (JIAN) y la Junta de Investigación de Accidentes de Defensa de Noruega (JIADN) iniciaron inmediatamente una investigación conjunta, con la participación de la Unidad de Investigación de Seguridad Marina de Malta. El 29 de noviembre de 2018, la JIAN publicó su informe preliminar de accidentes junto con dos recomendaciones de seguridad provisionales. Recomendó que las autoridades militares noruegas investigasen las conclusiones del informe preliminar con miras a implementar las medidas de seguridad necesarias, y que el constructor naval Navantia investigara los aspectos relevantes del diseño de la fragata y si otros barcos podrían verse afectados de manera similar. La estanqueidad del barco estaba supuestamente garantizada por las 13 mamparas estancas. Siete compartimentos resultaron dañados como resultado de la colisión, pero inicialmente el barco permaneció a flote. Nadie intervino para romper la cadena de errores. Si el comandante hubiera observado las Regulaciones Internacionales para Prevenir Colisiones en el Mar (COLREGS), la colisión no habría ocurrido.
El segundo y definitivo informe del accidente de la comisión de investigaciones noruega (Havari-kommisjonen) entregado el 21 de abril de 2021 exoneró a Navantia: el barco sufrió daños «más allá de para lo que fue diseñado», y no hizo ninguna recomendación para el constructor del barco. El informe mencionó que «[s]i la tripulación hubiera estado mejor entrenada, habrían tenido una mejor comprensión de cómo salvar el barco», y «[n]o entendieron que varios sistemas seguían funcionando», y señaló que la tripulación evacuó el barco sin cerrar puertas, escotillas y otras aberturas que hubieran mantenido la estabilidad y flotabilidad, evitando el vuelco y el hundimiento del buque, y salvándolo de la pérdida total.
En febrero de 2022 se llegó a un acuerdo entre la naviera dueña del petrolero, Twitt Navigation Ltd., y el ministerio noruego de defensa. La Twitt Navigation Ltd. estaría dispuesta a pagar 235 millones de coronas, una pequeña parte del coste incurrido durante el accidente.
En mayo de 2022 el fiscal jefe presentó cargos contra el navegante (en noruego: ansvarshavende navigatør) y el oficial de guardia (en noruego: vaktleder) en el puente en el momento de la colisión. El oficial de guardia fue juzgado en enero de 2023 y declarado culpable de negligencia. Se le impuso una sentencia de prisión condicional de 60 días. Los procedimientos legales contra otros involucrados en la colisión fueron retirados. El Ministerio de Defensa de Noruega pagó una multa de 10 millones de coronas en relación con la colisión y el hundimiento de la fragata.
A pesar de ser eximido de responsabilidad por los investigadores, el Gobierno noruego insistió en reclamar responsabilidades a Navantia, amenazando con ir a los tribunales y reclamar hasta 1 300 millones de euros. Finalmente, en junio de 2025 ambas partes llegaron a un acuerdo para evitar el juicio, consistente en descuentos por valor de 47,5 millones de euros en los contratos vigentes de mantenimiento del resto de buques de la Armada noruega.